# 쌍웅 (2003년 영화)
《쌍웅》(雙雄: Heroic Duo)은 홍콩에서 제작된 진목승 감독의 2003년 액션, 느와르 영화이다. 여명 등이 주연으로 출연하였고 진목승 등이 제작에 참여하였다. 이를 배경으로 하는 건축물로는 키콴 맨션이 대표적이다.

## 출연

### 주연
- 여명
- 정이건

### 조연
- 양준일
- 곽력행
- 오진우
- 임가흔
- 팽경자
- 쉬징레이
- 황호연

## 한국어 더빙 성우진(KBS)
- 김승준 - 문건 (정이건)
- 구자형 - 상정 (여명)
- 김준 - 대해 (오진우)
- 문선희 - 아미 (쉬징레이)
- 정현경 - 브렌다 (임가흔)
- 탁원제
- 장승길
- 정훈석
- 임진응
- 이현주
- 김래환
- 위훈
- 임채헌

## 기타
- 출품인: 임소명
- 출품인: 두수방
- 조명: 진개은
- 조연출: 양국휘
- 미술: 조숭방
- 미술: 왕정정
- 의상: 장세걸
- 무술연출: 동위
- 제편: 황소민